# Echinarmadillidium absoloni
Echinarmadillidium absoloni là một loài chân đều trong họ Armadillidiidae. Loài này được Strouhal miêu tả khoa học năm 1934.